# Hacienda los Encinos
Hacienda los Encinos är en ort i Mexiko, tillhörande kommunen Zumpango i delstaten Mexiko. Hacienda los Encinos ligger i den centrala delen av landet och tillhör Mexico Citys storstadsområde. Orten hade 781 invånare vid folkräkningen 2010.